# Хуліо Баскуньян
Хуліо Баскуньян (ісп. Julio Bascuñán; 11 червня 1978) — чилійський футбольний арбітр. Арбітр ФІФА з 2013 року. 

## Кар'єра
Хуліо судить матчі чилійської Прімери з 2008 року, обслуговував матчі молодіжний чемпіонат Південної Америки, Кубка Америки з футболу 2015, Кубка Лібертадорес.
З жовтня 2015 обслуговує матчі національних збірних у відборі до чемпіонату світу 2018.
У 2015 обраний до числа головних арбітрів Столітнього Кубка Америки 2016.
- 4 червня 2016 Бразилія — Еквадор 0:0
- 11 червня 2016 США — Парагвай 1:0

У 2017 обслуговував матчі молодіжного чемпіонату світу з футболу 2017.
У червні-липні 2019 обслуговував матчі Кубка Америки.